# Саква, Ричард
Ри́чард Са́ква (англ. Richard Sakwa; род. 1953) — британский политолог и педагог, публицист, специалист по изучению политических процессов, происходящих в России.

## Биография
Окончил Бирмингемский университет.
Профессор-эмерит факультета политологии и международных отношений Кентского университета. Ведущий научный сотрудник в Высшей школе экономики с 2018 года. Профессор факультета политологии МГУ.
Член международного дискуссионного клуба «Валдай».

### Отклики, доступные на русском языке, на труды Р. Саквы
- К. Худолей, Е. Трещенков. В украинском кризисе виноват Запад? // Мировая экономика и международные отношения. — 2016. — № 11. — С. 123—127. (Рец. на кн.: Sakwa R. Frontline Ukraine. Crisis in the Borderlands / R. Sakwa. — London ; New York : I. B. Tauris, 2016. — 348 p. — ISSN 0131-2227)
- Е. Сивкова. Украинский фронт: рецензия на книгу Ричарда Саквы // foreignpolicy.ru, 25 апреля 2016
- И. Таранюк. Точка зрения: почему диалог — единственный выход // Би-би-си Украина, 2 марта 2015
- К. Найнхэм. Почему Запад виноват в украинском кризисе? (перевод; переводчик не указан) // gefter.ru, 27 апреля 2015